# 我們相愛過的一切
《我們相愛過的一切》是2023年韓國TVING原創電視劇，主要演員包括EXO成員吳世勳、趙俊榮以及張汝彬。劇集內容是講述關於18歲青春少男、少女之間的友情和愛情故事，劇情描述高裕（世勳 飾）和高俊熙（趙俊榮 飾）是形影不離的好兄弟，高裕甚至自願捐腎給俊熙，不過手術之後，出現了器官捐贈者的特性轉移給受惠者的細胞記憶症候群（細胞記憶說），兩人同時愛上了轉學生，三角關係加上移植腎臟事件，進而發現了不為人知的祕密。
臺灣由friDay影音自5月6日起每週六、日上架。

## 演員陣容

### 演出人物

#### 主要人物
| 演員                    | 角色   | 介紹                                                         |
| 吳世勳 （童年：奇恩侑） | 高裕   | 外表很酷，內心溫暖的學習天才                                 |
| 趙俊榮 （童年：金柿雨） | 高俊熙 | 與高裕感情好，身體虛弱，接受高裕的腎臟移植                   |
| 張汝彬 （成年：鄭釉珍） | 韓素妍 | 有著驚人的美貌及無法說出口的秘密，這也讓她不容易與他人親近。 |

#### 特別演出
| 演員   | 角色           | 介紹             |
| 宋再臨 | 高博士         |                  |
| 權赫範 | 全相奎         | 向俊熙挑釁的學生 |
| 전영인 | 安順卓（音譯） | 高裕、俊熙的朋友 |

## 外部連結
- Daum上《我們相愛過的一切》的資料